# Bugaboo
Bugaboo, o Bugaboo (The Flea) come appare sulla custodia, è un videogioco sviluppato nel 1983 dalla spagnola Indescomp, inizialmente per ZX Spectrum, e pubblicato da Quicksilva. Nel gioco si controlla una pulce impegnata a fuggire con salti di precisione da una caverna.
Uscirono poi versioni per Commodore 64 e MSX con il titolo Booga-Boo, sempre con l'aggiunta di (The Flea) ("la pulce" in inglese) solo sulla custodia.
Per Amstrad CPC il gioco uscì con il titolo Roland in the Caves, dando inizio a una serie di titoli editi da Amsoft con protagonista Roland, ma non correlati tra loro a parte il nome.

## Modalità di gioco
Il giocatore controlla la pulce Bugaboo che, attraverso un'apertura nel terreno, è precipitata in fondo a un'intricata caverna e deve cercare di risalire in superficie. La pulce è raffigurata come un esserino con due lunghe gambe piegate, mentre l'ambiente è un mondo colorato e surreale con strana vegetazione, che nell'introduzione viene presentato come un pianeta alieno.
L'area di gioco è bidimensionale, ben più grande dello schermo, con visuale laterale e scorrimento in tutte le direzioni. Il giocatore può far scorrere la visuale a piacimento, anche indipendentemente dalla posizione della pulce, per osservare i dintorni. La pulce può posarsi solo sul fondo piatto della caverna o sui numerosi ripiani orizzontali che sporgono dalle rocce.
I movimenti della pulce si limitano al salto verso sinistra o verso destra, ad angolazione fissa e distanza variabile, anche molto lontano se si riesce a trovare una traiettoria libera. Il giocatore può regolare la potenza del salto tenendo premuto il relativo tasto o inclinato il joystick; una barra indicatrice della potenza cresce rapidamente col tempo e quando il giocatore rilascia il controllo la pulce salta.
Un altro indicatore di livello dice a quale profondità ci si trova.
Nella caverna si può incontrare una specie di pterodattilo o drago intenzionato a divorare la pulce, contro il quale l'unica difesa è fuggire o infilarsi in passaggi non raggiungibili dal mostro perché troppo grosso. Nelle versioni non Spectrum sono presenti anche piante carnivore immobili che devono essere evitate. Gli urti e le cadute da qualsiasi altezza invece non sono letali. Non c'è un limite di tempo, ma si ottiene un punteggio più alto se si riesce a uscire prima.

## Storia
La versione originale di Bugaboo per Spectrum venne realizzata per la Indescomp da Francisco Suárez García e Francisco Portalo Calero, accreditati come Paco & Paco, e rappresenta il primo videogioco commerciale noto prodotto in Spagna.

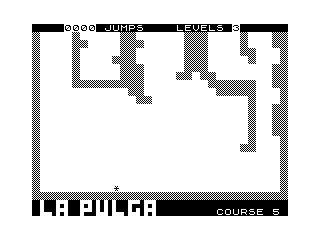
Schermata del primo La pulga, non pubblicato commercialmente, su ZX81

Deriva da un semplice gioco sviluppato da Suárez per il Sinclair ZX81 intitolato La pulga ("la pulce" in spagnolo), basato sulla simulazione del moto parabolico con grafica composta da caratteri; qui la pulce è rappresentata da un asterisco, ma sono già presenti la caverna terrazzata e il concetto di salto proporzionale al tempo di pressione del tasto. Il programma per ZX81 venne proposto per la pubblicazione a Indescomp, che però preferì puntare direttamente sullo sviluppo del gioco per l'allora emergente ZX Spectrum.
La pulga per ZX81 non risulta essere uscito come prodotto commerciale, tuttavia sembra che Indescomp avesse perlomeno in progetto anche un'edizione di questa versione nel 1984.
Il titolo La pulga venne poi usato dalle versioni spagnole di Bugaboo.
Il gioco ebbe un notevole successo anche all'estero, ottenendo ad esempio un titolo di "gioco del mese" da Computer and Video Games, e segnò un importante passo nell'industria del software spagnola, che cominciò a suscitare attenzione nel mondo.
Diverse recensioni sulla stampa dell'epoca evidenziarono l'originalità, la qualità grafica e la difficoltà del gioco, nonostante il suo semplice meccanismo.
L'unico seguito ufficiale di Bugaboo è Poogaboo, pubblicato nel 1991 da Opera Soft per Amstrad CPC, DOS, MSX e ZX Spectrum.
Ci sono stati diversi remake, tra cui QQ#2 The Flea sviluppato per PC sotto la direzione dello stesso Suárez quasi 30 anni dopo.